# Grumman Aircraft Engineering Corporation
Grumman Aircraft Engineering Corporation, senare Grumman Aerospace Corporation, var en ledande producent av militära och civila flygplan under 1900-talet. Grundades 1929 av Leroy Grumman, och var verksamt fram till 1994, då man genom en fusion med Northrop bildade Northrop Grumman.

## Jaktplan till flottan
Efter att ha fått ett kontrakt med USA:s flotta att leverera F4F Wildcat till flottans hangarfartyg kom Grumman att bli en stadig leverantör av flygplan till USA:s hangarfartyg. F4F Wildcat började levereras under 1940. Från 1943 började den ersättas av den betydligt mer kapabla F6F Hellcat, som kom att produceras i 12 275 exemplar fram till 1945. Under krigets sista år introducerades F8F Bearcat men den hann aldrig tjänstgöra i strid under andra världskriget. Den tjänstgjorde dock i franska flygvapnet i Indokinakriget. Den tvåmotoriga F7F Tigercat rönte i stort sett samma öde och hann inte tjänstgöra under andra världskriget. 
F9F Panther var företagets första jetjaktplan och också US Navys första dugliga jetplan. Det kom att tillverkas i 1 382 exemplar. Planet tjänstgjorde intensivt under Koreakriget.
Företagets sista jaktplan F-14 Tomcat kom kanske också att bli det mest kända med en huvudroll i filmen Top Gun. Planet utvecklades ur misslyckandet med TFX-programmet som skulle bli ett gemensamt flygplan för flottan och flygvapnet. Flottans variant av F-111 kom aldrig att leva upp till kraven och 1966 fick Grumman kontrakt på att utveckla ett jaktplan endast för flottans behov.

## Flygplan
- AA-1B Trainer
- FF
- F2F
- F3F
- F4F Wildcat
- XF5F Skyrocket
- F6F Hellcat
- F7F Tigercat
- F8F Bearcat
- F9F Panther
- F10F Jaguar
- F11F Tiger
- GE-23
- A-6 Intruder
- EA-6 Prowler
- E-2 Hawkeye
- C-2 Greyhound
- F-9 Cougar
- F-14 Tomcat
- OV-1 Mohawk
- S-2 Tracker
- C-1 Trader
- X-29
- TBF Avenger
- AF-2 Guardian
- HU-16 Albatross
- G-21 Goose
- G-44 Widgeon
- G-73 Mallard
- JF Duck
- J2F
- Tiger AA5
- Tiger AG5
- Grumman Gulfstream I
- Grumman Gulfstream II
- Grumman Gulfstream

## Rymdfart
- Lunar Excursion Module (LEM)